# Mozart (krater)
För andra betydelser, se Mozart (olika betydelser).
Mozart är en nedslagskrater på planeten Merkurius. Mozart är ungefär 241 kilometer i diameter.
1976 namngavs den efter tonsättaren Wolfgang Amadeus Mozart.